# Franklin Bittencourt
Franklin Spencer Miguel Bittencourt, genannt Franklin Bittencourt oder nur Franklin (* 24. Februar 1969 in Rio de Janeiro, Brasilien) ist ein ehemaliger brasilianischer Fußballspieler und jetziger -trainer.

## Spielerkarriere
Franklin Bittencourt spielte zunächst bei CA Bragantino. Dann ging er zum Fluminense FC nach Rio de Janeiro, danach zum VfB Leipzig. 1998 wechselte er zu Energie Cottbus, wo er bis zur Saison 2003/04 spielte. Seine Karriere ließ Franklin in der Landesliga beim SV Victoria Seelow und bei der SG Blau-Gelb Laubsdorf ausklingen. Er hat 22 Bundesligaspiele für den VfB Leipzig bestritten (1 Tor) und weitere 39 Bundesliga-Spiele für Energie Cottbus (5 Tore). Im Jahr 2010 war er noch bei der SG Sielow in der Altliga Ü35/Kreisliga aktiv, für die er vier Spiele bestritt, bei denen er vier Tore erzielte.

## Trainerkarriere
Seit der Saison 2005/06 war Franklin für Energie Cottbus als Talentscout und Co-Trainer der zweiten Mannschaft tätig. Zur Saison 2006/07 wurde er zum Co-Trainer der ersten Mannschaft befördert und behielt diese Position bis zum Saisonende 2008/09. Von 2010 bis 2012 war er Co-Trainer der U-17-Mannschaft.

## Sonstiges
Franklin trug während seiner Zeit bei Energie Cottbus die Rückennummer 21. Er war mehrere Jahre lang in Cottbus Miteigentümer eines Coffeeshops. Sein Sohn Leonardo wurde ebenfalls Profifußballer und  spielte bis zur Saison 2011/12 ebenfalls für Energie Cottbus.